# スタン (セーヌ＝サン＝ドニ県)
スタン （Stains）は、フランス、イル＝ド＝フランス地域圏、セーヌ＝サン＝ドニ県のコミューン。

## 地理
パリの北にある郊外都市で、ペイ・ド・フランス地方に属する。パリ中心部から14km離れている。RN301道路でシャルル・ド・ゴール国際空港まで約16kmである。

## 交通
- 鉄道 - RER D線ピエールフィット＝スタン駅。RER B線ラ・クールヌーヴ＝オーベルヴィリエ駅。

## 歴史

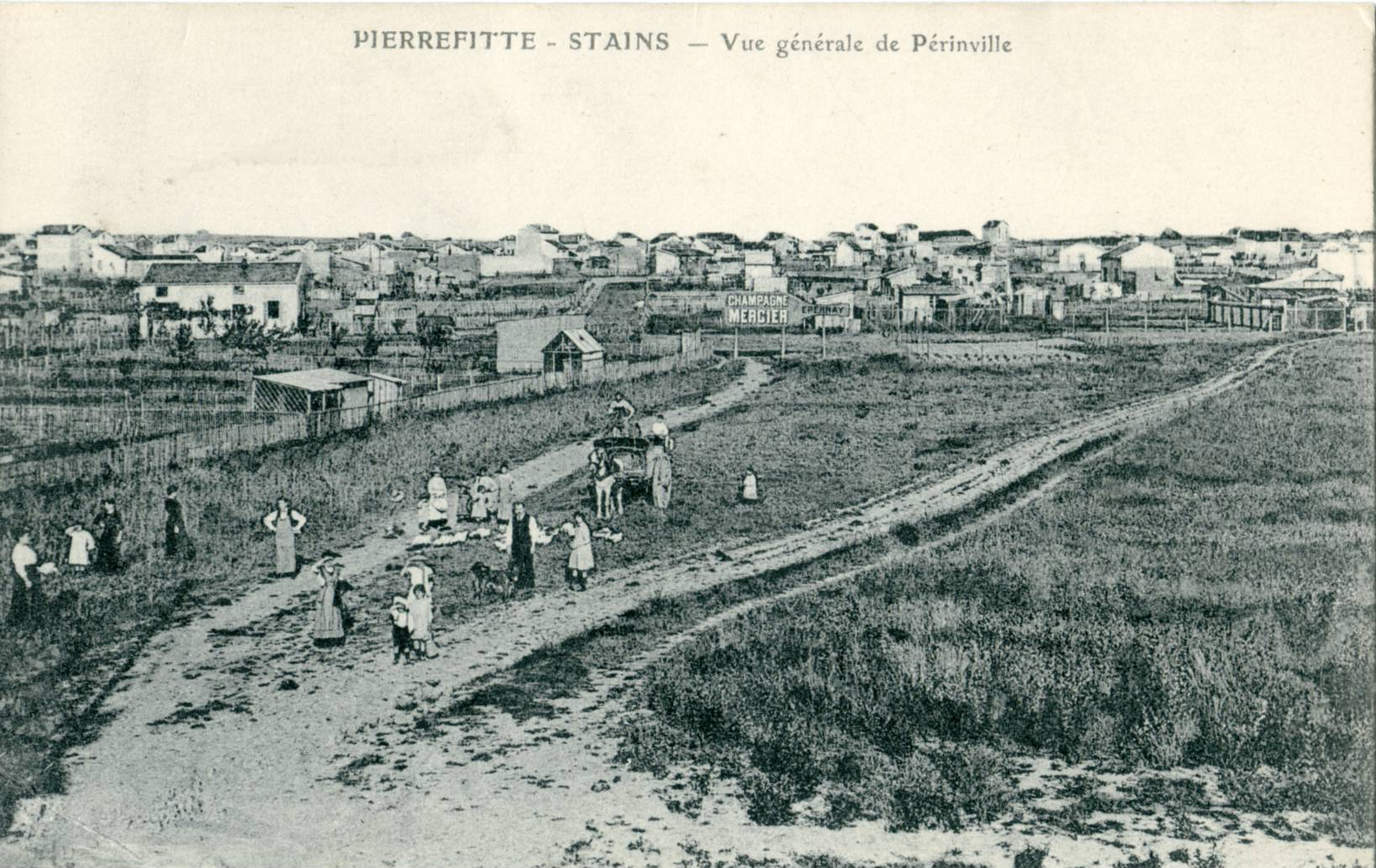
19世紀末、道路を建設中のスタン

スタンは12世紀にSetenisの名で現れた。15世紀にはSextanisまたはStannisauと呼ばれ、1492年にはStains en Franceとなった。地名は浸水する土地を意味するStagnaか、6世紀のこの地の所有者の名がついたPays de Sexliusから派生したとされる。
サン＝ドニ修道院の憲章によって、スタンの教区ができたのは1213年であった。13世紀以降、スタンはテンプル騎士団の影響を受けた。1315年にはこの地にハンセン病病院があった。15世紀に封建領主制が確立した。
1752年、徴税請負人（fr）のジャン・シャルル・ペリヌ・オルヴァルが建てた美しい城は、1810年に当時ヴェストファーレン王だったジェローム・ボナパルトが購入した。
フランス第二帝政が始まると産業が導入され、20世紀半ばまで繁栄した。

## 姉妹都市
- ルーコ・デイ・マルシ、イタリア
- チェスハント、イギリス
- アル・アマリ、パレスチナ
- メングエメ、カメルーン
- フィグイグ、モロッコ

## 出身者
- ロッド・パラド：俳優
- エリック・ジュニオール・ディナ・エビンベ：サッカー選手